# Lembah Sabil
Lembah Sabil (indonez. Kecamatan Lembah Sabil) – kecamatan w kabupatenie Aceh Barat Daya w okręgu specjalnym Aceh w Indonezji.
Kecamatan ten znajduje się w północnej części Sumatry, nad Oceanem Indyjskim. Od północnego zachodu graniczy z kecamatanem Manggeng, od północy z kecmatanem Tangan-Tangan, a od wschodu i południa z kabupatenem Aceh Selatan. Przebiega przez niego droga Jalan Lintas Barat Sumatrea.
W 2010 roku kecamatan ten zamieszkiwało 9 771 osób, z których wszyscy stanowili ludność wiejską. Mężczyzn było 4 793, a kobiet 4 978. Wszyscy wyznawali islam.
Znajdują się tutaj miejscowości: Cot Bak-U, Geulanggang Batee, Kuta Paya, Meunasah Sukon, Meunasah Teungoh, Meurandeh, Padang Keulele, Suka Damai, Ujung Tanah.